# Yamashita Gentarō
Yamashita Gentarō est un nom japonais traditionnel ; le nom de famille (ou le nom d'école), Yamashita, précède donc le prénom (ou le nom d'artiste).
Le baron Yamashita Gentarō (山下 源太郎) (30 juillet 1863 - 18 février 1931) est un amiral de la marine impériale japonaise.

## Biographie
Né au domaine de Yonezawa dans la province de Dewa (actuelle préfecture de Yamagata), Yamashita est diplômé de la 10e promotion de l'académie navale impériale du Japon en 1883 en sortant classé 4e sur une classe de 27 cadets. Après avoir servi comme aspirant sur le cuirassé Ryūjō (en) et le croiseur Asama, il est assigné sur divers navires comme la corvette Jingei, le cuirassé Fusō (en), la corvette Kaimon (en), la canonnière Atago (en), et le croiseur Takachiho (en). Il est ensuite reçu à une formation avancée d'artillerie navale, et est assigné sur le cuirassé Hiei (en) comme chef artilleur en 1891, puis est assigné sur le Kaimon et la corvette Musashi (en).
Durant la première guerre sino-japonaise, Yamashita sert comme chef artilleur sur le cuirassé Kongō (en), puis sur l'Akitsushima. Après la guerre, Yamashita est nommé à divers postes administratifs à terre.
En 1896, Yamashita est assigné en Angleterre pour superviser la construction de navires. Alors qu'il est basé à Londres, il est promu capitaine de corvette en 1897, puis commandant en 1898. De retour au Japon en 1899, il est nommé commandant en second, d'abord sur le croiseur Izumi, puis sur le Kasuga.
En juillet 1900, Yamashita est assigné comme commandant de la marine japonaise durant la révolte des Boxers à Tientsin et, après une mission spéciale à Hong Kong et Chefoo, il est promu capitaine en 1903.
Durant la guerre russo-japonaise, Yamashita est dans l'équipe de préparation des stratégies de l'État-major de la marine impériale japonaise. Après la guerre, il est nommé commandant du croiseur Iwate, c'est d'ailleurs l'unique fois qu'il est capitaine d'un navire. Après avoir servi à divers postes d'État-major entre 1906 et 1912, Yamashita est promu contre-amiral le 28 août 1908 et vice-amiral le 1er décembre 1912. De 1910 à 1914, il est commandant de l'académie navale impériale.
Après l'entrée du Japon dans la Première Guerre mondiale, Yamashita sert comme vice-chef de l'État-major de la marine impériale jusqu'en 1915. De 1915 à 1917, il est commandant-en-chef du district naval de Sasebo. Le 1er décembre 1917, il est nommé commandant de la 1re flotte. Promu amiral le 2 juillet 1918, il sert comme commandant de la flotte combinée du 1er septembre 1918 au 28 octobre 1918 juste avant la fin de la guerre.
Après avoir servi comme chef de l'État-major de la marine impériale du 1er décembre 1920 au 15 avril 1925, Yamashita tient divers postes honorifiques et cérémonials jusqu'à son placement sur la seconde liste de réserve le 1er juillet 1928. Il reçoit le titre de baron (danshaku) selon le système de noblesse kazoku le 10 novembre 1928, et vit retiré jusqu'à sa mort en 1931. Sa tombe se trouve au cimetière d'Aoyama à Tokyo.